# Пушкино (Липецкая область)
Пу́шкино — село Добринского района Липецкой области Российской Федерации.
Административный центр Пушкинского сельсовета.

## География
Стоит на берегах реки Плавицы; в селе через неё переброшен мост. Пушкино соединено автодорогами с Хворостянкой, Плавицей и Добринкой. Севернее Пушкина находится деревня Заря, за которой проходит граница с Петровским районом Тамбовской области. На юге почти вплотную примыкает деревня Слава.

## История
Возникло в середине XVIII века. Название связано с фамилией дворянского рода Пушкиных (Пушкины владели селом первые годы).
В 1781 году Пушкины продали село:
—  "полковник Михайла Алексеев сын Пушкин в роде своем не последний продал я Его высокопревосходительству господину генерал-аншефу и разных орденов кавалеру Николаю Ивановичу Салтыкову и наследникам ево недвижимое своё крепостное имение, доставшееся мне по наследству после покойной бабки моей поручицы Аксиньи Ивановой дочери Федоровской жены Пушкина и отца моего из дворян капитана Алексея Федоровича, и по разделу с матерью моею  и з братом майором Юрьею (Юрием) Алексеевым сыном Пушкиным, состоящее Тамбовского наместничества в Усманской округе, что прежде было Сокольского уезду на речке Плавице деревню Плавицу, Пушкино тож"
.
Документы 1782 года свидетельствуют: «деревня Плавица, Пушкино тож», 35 дворов, владение Салтыковых. Некоторое время село принадлежало князьям Голицыным, затем владельцем его стала Елена Александровна Салтыкова (1802—1825); её муж Николай Борисович Голицын стал опекуном своего сына Юрия, к которому позднее перешли владения матери.
По сведениям Центрального статистического комитета Министерства внутренних дел 1862 года, в Тамбовской губернии, Усманском уезде, во II-м стане, под номером 2780 значится: «Пушкино — село владельческое; при речке Плавице; расстояние в верстах от уездного центра — 52, от становой квартиры — 32; число дворов — 150; число жителей муж. пола — 597 чел., жен. пола — 672 чел.; церковь православная 1, мельница 1»
.
В 1861 году Пушкино объявлено волостным центром Пушкинской волости Усманского уезда Тамбовской губернии.

## Церковь Дмитрия Ростовского
В 1800 году в селе была построена церковь Димитрия Ростовского.
Здание сооружено в стилевых формах эклектики с использованием элементов русского стиля.
Описание храма: «Квадратный в плане двусветный объем храма с пятигранной апсидой увенчан мощным восьмигранным световым барабаном колокольни, перекрытой граненым луковичным куполом. Объемно-пространственная композиция восходит к некогда распространенному типу древнерусского храма-колокольни „иже под колоколы“. Фасады храма по всей высоте обработаны пилястрами и прорезаны на уровне первого светового яруса по центру с северо-запада и юга дверными проемами, декорированными перспективными порталами. Фасады оформлены симметрично. Прямоугольные с полуциркульным завершением оконные проемы второго светового яруса, алтарной апсиды и арочные проемы звона декорированы наличниками с килевидными вольтами, в основании граней размещены парные филенки. Все архитектурные элементы фасадов четверика облицованы белым камнем».
Антирелигиозная политика советской власти привела к закрытию церкви в 1937 г.
Последние священнослужители храма — Новомученики и Исповедники Русской Православной Церкви XX века :
Казанский Константин Михайлович (1878—после 1932); Богоявленский Василий Константинович (1875—1937)
Приход воссоздан в 1993 г.

## Имение «Пушкинское»
В 1859 г. управляющий был Дмитрий Качкин. Имение «Пушкинское» в начале XX века. Управляющим имением: Степан Павлович Светличный.
Всей земли в имении 3000 десятин земли, в том числе: пахотной — 2 260, сенокосной — 300, под выгоном — 200, под лесом — 80, под усадьбой — 80, неудобной — 80. Состояло из экономии и двух хуторов. Полеводство: трехпольный севооборот. Возделывались: озимая рожь (550 дес), овес (525 дес.), пшеница (200 дес.), просо (200 дес.), лен (60 дес.). Скотоводство. Для экономических работ содержалось до 100 лошадей. Имелось до 3000 тыс. испанских овец. Имелась водяная просорушная и мукомольная мельница.

## Владельцы села и имения «Пушкинское»
Михаил Алексеевич Пушкин (1743—1793) В 1761 из полковых сержантов Преображенского полка произведен в офицеры. Активный участник переворота в пользу Екатерины II. Указом от 7 октября 1763 г. из поручиков Преображенского полка определён прокурором в Коммерц-коллегию
Граф (1790), затем (с 1814) светлейший князь Никола́й Ива́нович Салтыко́в (1736—1816) виднейший царедворец своего времени, официальный воспитатель великих князей Александра и Константина Павловичей, родоначальник княжеской ветви Салтыковых.

Жена Графиня Наталья Владимировна Салтыкова, урождённая княжна Долгорукова 1 (12) мая 1736 — 7 (19) сентября 1812, село Черкутино Владимирской губернии) — супруга графа Николая Ивановича Салтыкова, статс-дама, кавалерственная дама.
Светлейший князь Александр Николаевич Салтыков (1775—1837) — товарищ (заместитель) министра иностранных дел Российской империи, тайный советник.
Жена — единственная дочь графа Юрия Александровича Головкина (1762—1846) и Екатерины Львовны (1762—1820), младшей дочери Льва Нарышкина, одного из приближённых Екатерины II
Дети:
- Юрий Николаевич ГолицынЕлена Александровна (1802—1828), с 1821 года замужем за князем Н. Б. Голицыным (1794—1866); у них сын Юрий (1823—1872).
- Екатерина Александровна (1803—1852), замужем за князем И. А. Долгоруковым(1797—1848), декабристом.
- Софья Александровна (1806—1841), с 1825 года замужем за дипломатом графом Григорием Петровичем Шуваловым (1804—1857).
- Мария Александровна (1807—1845), замужем за графом Болеславом Потоцким(1805—1893).
- Алексей Александрович (1826—1874), действительный статский советник (1868), подольский уездный (1851—1853), белгородский уездный (1856—1865), курский губернский (1865—1871) предводитель дворянства,
- Юрий Александрович (ум. 1841)

Дети Юрия Николаевича Голицына
- сын — Евгений Юрьевич Голицын (Голицын-Головкин) (1845—1887) Пензенский губернский представитель дворянства
- дочь — Елена Юрьевна Голицына (Хвощинская) (1850—1907). Автор воспоминаний.[12]
- дочь — София Юрьевна Голицына (Потёмкина) (1851—1919)

- дочь — Татьяна Юрьевна Голицына (Гальвани) (1853—1933)

По данным на 1859 год владельцем был Михаил Александрович Голицын. Чрезвычайный посланник и полномочный министр в городе Мадриде. Его супруга — Мария Ильинична Долгорукова (1822 −1907). Овдовев вышла замуж за графа Николая Дмитриевича Остен-Сакен (1831—1912) — русский дипломат, действительный тайный советник (1896), посол в Баварии (1880-82, 1884-95) и Германии (1895—1912).
Сын С. М. Голицына и Марии Ильиничны — Сергей Михайлович Голицын (5 июня 1843, Париж — 9 июня 1915, Лозанна, Швейцария) — обер-егермейстер, полковник армии Российской империи, общественный деятель. Перевел в Пушкино свой конный завод из с. Покровского Новосильского уезда Тульской губернии.
Жена — Анна Александровна Кугушева (Голицына) (1869—1950). Последняя построила в Пушкино винокуренный завод.

## Известные уроженцы
- Бахарев, Александр Арсентьевич — русский советский писатель.
- Аленичев, Семен Андреевич — Полный Георгиевский кавалер

## Население
| 2010 |
| ---- |
| 1091 |

## Объекты культурного наследия
- построена церковь Димитрия Ростовского памятник архитектуры (региональный)[16].

- Завод винокуренный кн. А. Голицыной[17]:

1) корпус главный 
2) корпус производственный
3) корпус производственный
- Курган 1  исторический памятник (региональный)[17]
- Курган 2  исторический памятник (региональный)[17]
- Поселение 1  исторический памятник (региональный)[17]
- Поселение 2  исторический памятник (региональный)[17]
- Пушкино поселение 3  исторический памятник (региональный)[17]